# Bajocien
| Systeem                              | Serie           | Etage         | Ouderdom (Ma) |
| ------------------------------------ | --------------- | ------------- | ------------- |
| Krijt                                | Vroeg           | Berriasien    | Jonger        |
| Jura                                 | Boven (Malm)    | Tithonien     | 145,0–152,1   |
| Jura                                 | Boven (Malm)    | Kimmeridgien  | 152,1–157,3   |
| Jura                                 | Boven (Malm)    | Oxfordien     | 157,3–163,5   |
| Jura                                 | Midden (Dogger) | Callovien     | 163,5–166,1   |
| Jura                                 | Midden (Dogger) | Bathonien     | 166,1–168,3   |
| Jura                                 | Midden (Dogger) | Bajocien      | 168,3–170,3   |
| Jura                                 | Midden (Dogger) | Aalenien      | 170,3–174,1   |
| Jura                                 | Onder (Lias)    | Toarcien      | 174,1–182,7   |
| Jura                                 | Onder (Lias)    | Pliensbachien | 182,7–190,8   |
| Jura                                 | Onder (Lias)    | Sinemurien    | 190,8–199,3   |
| Jura                                 | Onder (Lias)    | Hettangien    | 199,3–201,3   |
| Trias                                | Boven           | Rhaetien      | Ouder         |
| Indeling van het Jura volgens de ICS |                 |               |               |

Het Bajocien (Vlaanderen: Bajociaan) is een tijdsnede in het Midden-Jura. Het heeft een ouderdom van 170,3 ± 1,4 tot 168,3 ± 1,3 Ma. Het komt na/op het Aalenien en na het Bajocien komt het Bathonien.
In de stratigrafie is het Bajocien een etage, die met name in Europa gebruikt wordt.

## Naamgeving en definitie
Het Bajocien werd gedefinieerd door de Franse paleontoloog Alcide d'Orbigny (1802 - 1857), die het noemde naar de plaats Bayeux in het Franse departement Calvados.
De basis van het Bajocien wordt gedefinieerd door het eerste voorkomen van het ammonietengeslacht Hyperlioceras. De top wordt gedefinieerd door het eerste voorkomen van de ammoniet Parkinsonia (G.) convergens.

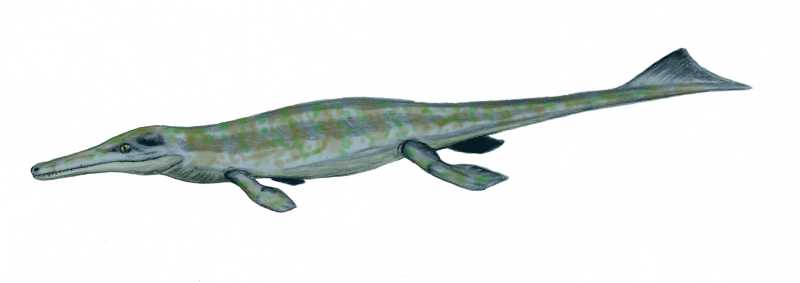
Metriorhynchus superciliosus, krokodilachtige ten tijde van het Bajocien